# حادث قارب باتنا 2017

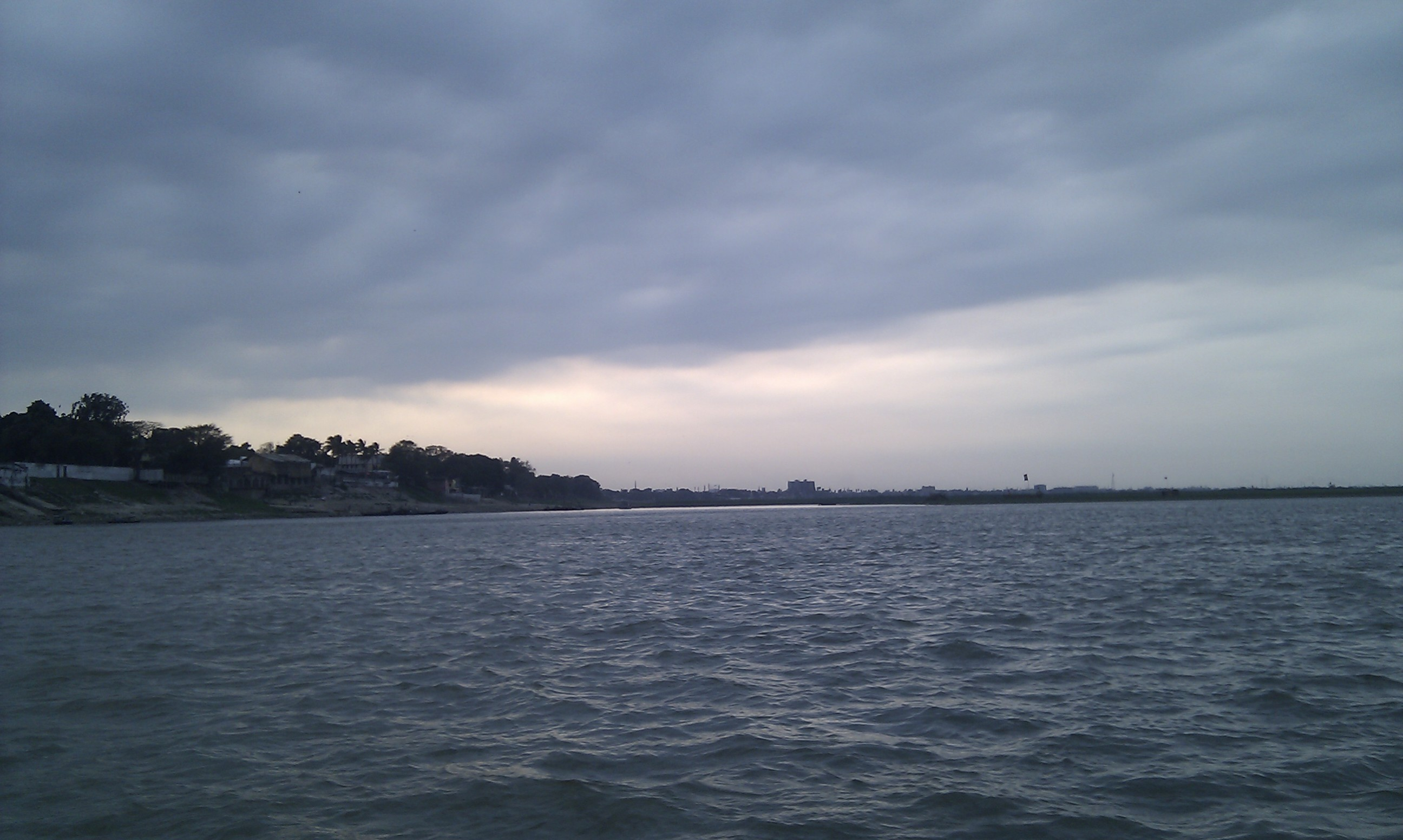
نهر الغانج في مدينة باتنا.

حادث قارب باتنا في يوم 14 يناير 2017 انقلب قارب يحمل أكثر من 40 راكبًا في نهر الغانج في مدينة باتنا التابعة لولاية بهار الهندية، مما أسفر عن مقتل 25 شخصًا. وكان القارب متجهًا إلى أحد الضفاف عندما وقع حادث الانقلاب، ويشتبه في أن الحمولة الزائدة قد تسببت في وقوع الحادث.

## الحادث
كان القارب عائدًا من مهرجان الطائرات الورقية الذي أقيم على جزيرة في منتصف نهر الغانج، المهرجان جزء من احتفال يسمى ماكار سانكرانتي في مدينة باتنا. القارب الصغير كان مثقلا الركاب، وكان على وشك أن يصل إلى أحد البنوك عندما انقلب. وكان قدرة القارب الاستيعابية 30 شخصًا، ولكن المسؤولين المحليين قدروا حمولته الفعلية بين 40 إلى 50 راكبًا.

## عملية الإنقاذ
أسفرت عمليات الإنقاذ على انتشار 19 جثة يوم 14 يناير، وأكثر من خمسة جثث في 15 يناير قبل أن تنتهي علميات الإنقاذ، وفقًا للشرطة المحلية لا يوجد أشخاص في عداد المفقودين بعد انتهاء عمليات البحث والإنقاذ. تم انتشال تسعة أشخاص من النهر من قبل رجال الإنقاذ، في حين أن حوالي اثني عشر شخص استطاع السباحة إلى الشاطئ، وتم نقلهم ثمانية أشخاص إلى المستشفى كلية طب باتنا.

## الإغاثة
أعلن رئيس وزراء الهند ناريندرا مودي عن تعويضات للضحايا تصرف من الصندوق الوطني للإغاثة، وتقرر صرف مليوني ربية لأقارب الأشخاص الذين لقوا حتفهم في حادث قارب، ومبلغ 50 ألف للمصابين بجروح خطيرة.